# Sens de l'air
 (juin 2024).
La mise en forme du texte ne suit pas les recommandations de Wikipédia : il faut le « wikifier ».
Les points d'amélioration suivants sont les cas les plus fréquents :
- Les titres sont pré-formatés par le logiciel. Ils ne sont ni en capitales, ni en gras.
- Le texte ne doit pas être écrit en capitales (les noms de famille non plus), ni en gras, ni en italique, ni en « petit »…
- Le gras n'est utilisé que pour surligner le titre de l'article dans l'introduction, une seule fois.
- L'italique est rarement utilisé : mots en langue étrangère, titres d'œuvres, noms de bateaux, etc.
- Les citations ne sont pas en italique mais en corps de texte normal. Elles sont entourées par des guillemets français : « et ».
- Les listes à puces sont à éviter, des paragraphes rédigés étant largement préférés. Les tableaux sont à réserver à la présentation de données structurées (résultats, etc.).
- Les appels de note de bas de page (petits chiffres en exposant, introduits par l'outil «  Source ») sont à placer entre la fin de phrase et le point final[comme ça].
- Les liens internes (vers d'autres articles de Wikipédia) sont à choisir avec parcimonie. Créez des liens vers des articles approfondissant le sujet. Les termes génériques sans rapport avec le sujet sont à éviter, ainsi que les répétitions de liens vers un même terme.
- Les liens externes sont à placer uniquement dans une section « Liens externes », à la fin de l'article. Ces liens sont à choisir avec parcimonie suivant les règles définies. Si un lien sert de source à l'article, son insertion dans le texte est à faire par les notes de bas de page.
- La présentation des références doit suivre les conventions bibliographiques. Il est recommandé d'utiliser les modèles {{Ouvrage}}, {{Chapitre}}, {{Article}}, {{Lien web}} et/ou {{Bibliographie}}. Le mode d'édition visuel peut mettre en forme automatiquement les références.
- Insérer une infobox (cadre d'informations à droite) n'est pas obligatoire pour parachever la mise en page.

Pour une aide détaillée, merci de consulter Aide:Wikification.
Si vous pensez que ces points ont été résolus, vous pouvez retirer ce bandeau et améliorer la mise en forme d'un autre article.
Le sens de l'air correspond aux compétences et connaissances appliquées à la pratique de l'aéronautique. Cela couvre un large éventail de comportements et de capacités attendues chez un aviateur. Il ne s'agit pas simplement d'une mesure de la compétence ou de la technique, mais également d'une mesure de la connaissance qu'a un pilote de son aéronef, de l'environnement dans lequel il évolue et de ses propres capacités.

## Définition
Le sens de l'air est une qualité qui englobe tous les aspects du vol, allant du contrôle à la navigation, en passant par la conscience situationnelle et la prise de décision.
Le sens de l'air est défini par l'Agence de l'Union européenne pour la sécurité aérienne (EASA) comme « La capacité d'agir avec discernement et d'utiliser des compétences et comportements pertinents, ainsi que des connaissances approfondies afin d'atteindre des objectifs de vol. ».
La Civil Aviation Authority (CAA) décrit le sens de l'air comme « une expression quelque peu controversée et vague destinée à transmettre une mesure de compréhension, d'expérience ou, plus succinctement, le sens commun de l'aviation. Ce que l'on peut dire, c'est que le « sens de l'air » s'acquiert en étant exposé aux expériences et aux conseils avisés d'autres aviateurs ; en réfléchissant et en comprenant correctement l'application des règles, des procédures et de l'espace aérien, ainsi qu'en faisant preuve d'une bonne dose d'auto-préservation. ».
Le sens de l'air est défini par la Federal Aviation Administration (FAA) comme un « terme général qui inclut une solide connaissance et une expérience des principes de vol ; la connaissance, l'expérience et la capacité d'exploiter un aéronef avec compétence et précision à la fois au sol et dans les airs ; et l'application d'un bon jugement qui se traduit par une sécurité et une efficacité opérationnelles optimales. ».

## Principe
Un principe fondamental du savoir-faire aéronautique enseigné aux élèves-pilotes est « Aviate, Navigate, Communicate » (« Piloter, Naviguer, Communiquer »), pour leur rappeler les priorités en cas d'urgence. La priorité la plus élevée est de maintenir l'avion en vol, en évitant la perte de contrôle ou l'impact sans perte de contrôle. Ensuite, le ou les pilotes doivent vérifier leur position et naviguer vers une destination appropriée. Enfin, la communication avec le contrôle du trafic aérien ou d'autres avions est la priorité la plus basse,,,,.

## Notions fondamentales
Parmi les notions fondamentales à posséder et qui caractérisent le sens de l'air, se retrouvent des notions de physique telles que celles d'énergie, de pesanteur, de masses et centrage, de mécanique des fluides ; en particulier la portance et la traînée, ainsi que de résistance des matériaux qui permettent aux pilotes de posséder une bonne conscience du domaine de vol et des actions du pilotage sur l'attitude et la résistance structurelle d'un aéronef.
Il inclut également les notions d'aérologie et de météorologie pour la conscience de l'environnement qui, couplées à la maitrise de la radiocommunication, de la navigation aérienne et des règles de l'air, vont permettre aux pilotes une conscience situationnelle contribuant à la sécurité aérienne. Enfin les notions de facteur humain, de proprioception pour l'automatisation des mouvements et de charge de travail que le pilote doit maitriser au long des vols font part du concept de sens de l'air.

## Histoire

### Vol US Airways 1549
L'un des plus célèbres exemples du « sens du vol » est l'atterrissage d'urgence sur la rivière Hudson à New York aux États-Unis du vol US Airways 1549.
En effet, le 15 janvier 2009, un Airbus A320 effectuant un trajet entre New York et Charlotte en Caroline du Nord perd ses deux moteurs après l'ingestion de plusieurs volatiles par les turboréacteurs peu de temps après son décollage de l'aéroport LaGuardia de New York. Alors qu'il survolait la ville de New York, l'avion piloté par le commandant Chesley Sullenberger et son copilote Jeffrey Skiles, traverse une volée de Bernaches du Canada provoquant l'arret de deux réacteurs. Les pilotes parviennent à amerrir sur le fleuve Hudson, à la hauteur de Manhattan, après seulement cinq minutes et huit secondes de vol, ne faisant aucun mort, ce qui vaut à l'accident le surnom de « miracle de l'Hudson ».

### Vol Air Canada 143
Le 23 juillet 1983, lors du vol Air Canada 143, alors que les jauges de carburant de l'avion — un Boeing 767 — sont en panne et qu'une confusion au sol lors de l'avitaillement à eu lieu, l'avion décolle avec moins de la moitié du carburant nécessaire pour le vol. Au milieu du vol, une alarme de pression de carburant se déclenche sur le moteur gauche, les pilotes, pensant à un problème de pompe à carburant décident de se dérouter vers Winnipeg et préparent un atterrissage avec un seul moteur.
Lors de la descente vers Winnipeg le second moteur s'arrête faisant perdre par la même occasion l'essentiel de l'instrumentation faute de fourniture électrique par les moteurs. Les manuels de l'avion ne prévoient pas cette situation, le pilote décide alors de prendre comme vitesse 220 nœuds ce qui lui semble, à l'estime, être une vitesse proche de la finesse maximum permettant à l'avion de planer le plus longtemps possible.
Après avoir calculé qu'ils n'atteindraient finalement pas Winnipeg dans cette configuration, le copilote, ancien militaire, sélectionne son ancienne base d'affection, le terrain de Gimli, qui est une ancienne base des Forces armées canadiennes désaffectée en 1971. Après que le copilote a descendu le train d'atterrissage sans hydraulique et qu'il devient clair qu'ils sont trop haut pour atterrir, le pilote exécute une glissade (une manœuvre effectuée plutôt sur des avions légers ou des planeurs consistant à mettre l'avion en vol dissymétrique, le nez déplacé vers un côté et les ailes inclinées de l'autre) ce qui permet à l'avion de perdre suffisamment d'altitude pour atterrir. Lors du touché sur la piste de Gimli les pilotes bloquent les freins et l'avion s'arrête sur le nez, le train avant s'étant effacé sous le poids de l'appareil, car non verrouillé, et ce à quelque dizaines de mètres des célébrations du « Jour de la Famille » en bout de piste.
Personne n'est sérieusement blessé lors de l'atterrissage, bien qu'il y ait quelques blessures mineures lors de l'évacuation par l'arrière de l'avion, anormalement haut à cause de l'angle de l'appareil par rapport au sol. Un feu superficiel à l'avant est rapidement maîtrisé par des pilotes de course automobile qui ont accouru avec des extincteurs. Les blessures sont vite traitées par un médecin dont l'avion était sur le point de décoller de l'autre piste de Gimli toujours utilisée par un aéro-club et par des parachutistes.
Des mécaniciens réparent bientôt les dégâts mineurs, permettant ainsi à l'avion de voler pour être pris en charge. Quelques semaines plus tard, il est totalement réparé et remis en service.

### Vol Air Transat 236
Le 24 août 2001, alors que le vol Air Transat 236 effectuait un trajet entre Toronto et Lisbonne, les pilotes, le commandant Robert Piché et le copilote Dirk de Jager, ont été confrontés à une situation critique : une perte totale de carburant en raison d'une fuite provoquée par une erreur de maintenance.
La réaction du poste de pilotage a été essentielle pour sauver les 306 passagers et membres d'équipage à bord. Dès la détection des anomalies, l'équipage a suivi les procédures en tentant de gérer la situation. Cependant, lorsque la panne totale de carburant a conduit à l'arrêt des deux moteurs, ils ont dû effectuer un vol plané sur plus de 120 kilomètres au-dessus de l'océan Atlantique.
Leur sang-froid, leur expertise en gestion de crise et leur maîtrise des techniques de vol plané ont été décisifs. Le commandant Piché, en particulier, a fait preuve de compétences exceptionnelles en navigation et en contrôle de l'appareil en effectuant un virage à 360° ainsi que des virages en S lors de la phase finale de vol afin de perdre l'altitude nécéssaire au posé dans de bonnes conditions. Grâce à leur coordination précise, ils ont réussi à poser l'Airbus A330 sur la base militaire de Lajes aux Açores, évitant ainsi une catastrophe majeure.

## Accidents liés au manque de sens de l'air

### Aviation générale ou aviation commerciale
Aux États Unis, Le National Transportation Safety Board (NTSB) cite occasionnellement une mauvaise maîtrise du vol comme facteur contributif dans sa détermination des causes probables dans les accidents aérien, bien que cela soit implicite dans de nombreux rapports. L'erreur de pilotage est fréquemment pointée. Par exemple, dans son rapport sur l'accident mortel du vol 5719 de Northwest Airlink le 1er décembre 1993, le NTSB a déterminé que « l'incapacité de la direction de l'entreprise à remédier de manière adéquate aux lacunes précédemment identifiées en matière de discipline aéronautique » était un facteur contributif.[pas clair]
Lors d'un accident d'avion d'affaires à l'aéroport de Teterboro, l'enquêteur du NTSB, Steve Demko, a déclaré que déterminer les masses et le centrage d'un avion avant le décollage était une « discipline aéronautique de base »[pertinence contestée]. De même, dans l'accident d'avion de New York en 2006, le NTSB a cité « un jugement, une planification et une maîtrise aéronautique inadéquats » dans sa détermination des causes probable.[pas clair]